# Accident ferroviaire de Bernay
Le déraillement de Bernay du 10 septembre 1910 a eu lieu sur la ligne Cherbourg – Paris. Survenant peu de temps après les collisions meurtrières de Villepreux et de Saujon, il fut, même s'il causa moins de victimes, l'occasion de nouvelles mises en cause de l'État exploitant ferroviaire, puisque les trois accidents s'étaient produits sur son réseau.

## Circonstances
Le samedi 10 septembre 1910, l'express 322 avait quitté Cherbourg à 13h 10, et était attendu à Paris-Saint-Lazare à 18h58. En gare de Caen, après que quatre voitures eurent été ajoutées en tête, une Pacific du dépôt des Batignolles conduite par le mécanicien Pierre Mallard et le chauffeur Gustave Bertaud avait pris le relais pour assurer la traction du convoi, désormais composé de vingt-deux véhicules, sur la dernière partie du parcours.

## L'accident
Vers 16 h 30, juste après avoir traversé sans arrêt la gare de Bernay, au passage d'un pont sur la Charentonne la locomotive dérailla, perdit son bogie avant, éjecté à une dizaine de mètres, laboura sur 150 mètres la plateforme, puis s'y coucha, enlisée dans le ballast et les débris de voie, non loin du passage à niveau dit de Boucheville. Derrière, sous la pression du convoi, le tender la dépassa après l'avoir escaladée, et finit sa course contre la maisonnette du garde-barrière, dont l'un des murs fut défoncé par le fourgon de tête. Les six voitures qui suivaient s'imbriquèrent et certaines furent éventrées et disloquées, alors que la suite du train se télescopait, la plupart des véhicules se renversant, sauf les cinq derniers qui, bien que déraillés, restèrent d'aplomb.

## Secours et bilan
L'accident avait eu lieu à proximité immédiate de la gare et en pleine ville, si bien que les secours purent être organisés rapidement, coordonnés par le sous-préfet de Bernay, Louis Bigot. 
Le mécanicien et le chauffeur avaient été tués sur le coup, ainsi que trois passagers, écrasés dans leurs compartiments de première ou de seconde classe. Leurs corps furent déposés à l'hôpital-hospice et veillés par les sœurs de Saint-Vincent de Paul. Les blessés, au nombre d'une cinquantaine, parmi lesquels quinze grièvement atteints, furent répartis, selon leur état, entre l'hôpital, les hôtels de la ville, et même des habitations privées. Quatre d'entre eux, ébouillantés par des jets de vapeur ou terriblement mutilés, succombèrent dans les deux jours suivants. Trois autres moururent par la suite, portant le bilan définitif à douze morts.
Philippe Meunier, évêque d'Évreux, se rendit sur les lieux et fit don d'une somme d'argent pour les familles dans le besoin. 
Après dégagement des épaves, le trafic put être rétabli sur une voie unique le lendemain à 19 heures.
Il n'y eut pas d'obsèques sur place pour les morts de l'accident, qui furent inhumés dans leurs lieux d'origine respectifs, mais le transfert de l'hospice à la gare, d'où ils furent ramenés à Paris, des corps du mécanicien et du chauffeur eut lieu en présence du sous-préfet, du maire, d'un cadre de l'Ouest-Etat, et de nombreux cheminots.

## Suites
L'accident ayant causé des morts et des blessés, une procédure pénale pour homicide et blessures involontaires aurait pu être ouverte. Toutefois, les autorités judiciaires ne jugèrent pas utile de l'engager. En effet, après de brèves investigations, et notamment une commission rogatoire adressée à la police de Cherbourg à propos de la composition du train, le juge d'instruction de Bernay estima qu'aucune autre personne physique que le mécanicien et le chauffeur ne pouvait être incriminée, et que puisqu'ils avaient eux-mêmes perdu la vie, l'action publique était éteinte. 
Malgré l'absence de recherches menées par la justice, l'administration ne put s'en tenir à la communication d'informations vagues, puisque compte tenu de l'émotion provoquée par l’enchaînement des catastrophes sur le réseau de l'État, certains parlementaires s'étaient rendus sur les lieux pour procéder à leur propre enquête peu après le déraillement. Celui-ci fut donc évoqué longuement et à plusieurs reprises par les deux chambres, tant sur le plan de ses causes immédiates que sur celui, plus général, de la responsabilité de l'État exploitant.

### Recherche des causes de l'accident
En étudiant les traces laissées sur la plateforme, les enquêteurs constatèrent que le déraillement s'était produit lors du passage sur un aiguillage, sans pour autant être en mesure de reconstituer les conditions exactes de son déroulement. En effet, l'appareil n'avait pas été pris en pointe, mais en talon, ce qui excluait tout changement brutal de direction susceptible de déstabiliser le convoi. L'incertitude était encore accrue par les doutes des experts sur le véhicule à l'origine de la sortie des rails. Pour certains, c'était la locomotive, dont le bogie avant avait sauté, alors que pour d'autres c'était une voiture suivant le fourgon de tête, dont un essieu s'était rompu, entraînant par contrecoup la sortie de voie de la machine trente mètres plus loin.
Malgré leur perplexité, tous s'accordaient cependant à considérer qu'une vitesse, des voies et un matériel roulant inadaptés s'étaient conjugués pour causer l'accident. 

#### La vitesse
Sur la ligne de Cherbourg, les express pouvaient rouler à 100km/h, et les rapides à 120. Selon les témoignages unanimes des passagers rescapés, l'allure trop rapide du train laissait depuis longtemps présager un déraillement inéluctable. Pourtant, il fut impossible de déterminer exactement quelle était sa vitesse lors de l'accident. En effet, le tachygraphe dont était équipée la locomotive avait été endommagé, et malgré son envoi pour expertise aux ateliers de Sotteville, les données enregistrées ne purent être récupérées. Si certains témoins, en majorité des voyageurs traumatisés, avançaient le chiffre de 110km/h, d'autres, tel le chef de train, Alfred Joly, blessé dans l'accident, soutenaient que le mécanicien du 322, contraint par la composition hétérogène de son train de limiter sa vitesse, roulait tout au plus à 80-90km/h au passage à Bernay. Cette estimation semblait la plus plausible puisque sur les derniers kilomètres, de Saint-Mards-de-Fresne à Bernay le convoi non seulement n'avait pas rattrapé son retard de quatre minutes, mais l'avait même accru de deux autres, preuve qu'il n'avait pas dépassé le plafond autorisé. Restait à savoir si celui-ci n'était pas inadapté à l'état du matériel.

#### Le matériel

##### La voie

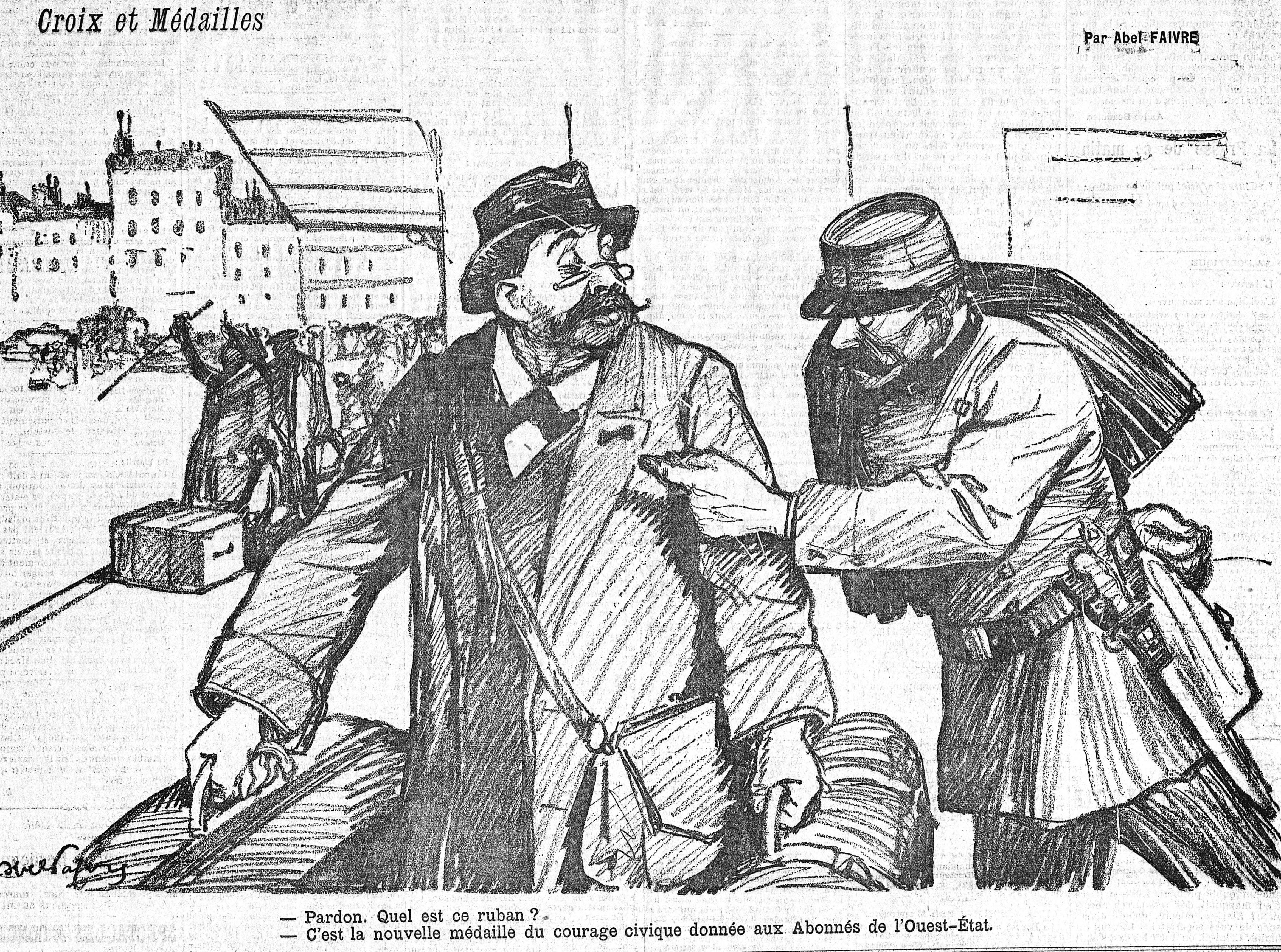
Dessin paru dans Le Figaro du 14 septembre 1910 après le déraillement de Bernay.

Immédiatement après le déraillement, l'hypothèse d'un écartement des rails avait été envisagée, tant était notoire l'état déplorable des voies de la ligne de Cherbourg, notamment aux abords de Bernay. En effet, alors que la plupart de celles ayant un trafic équivalent étaient déjà depuis longtemps armées en rails Vignole de 18 ou 24 mètres de long et de plus de 40 kg/m, elle restait encore pour l'essentiel équipée en rail à double champignon de 8 mètres de long et 38,75 kg/m. 
Quelques jours après le drame, le quotidien Le Matin reproduisait à la une les déclarations de cheminots syndicalistes indiquant les nombreux points dangereux de la ligne et dénonçant des vitesses inadaptées à l'état des voies. Sollicités le lendemain par le même journal pour répondre à ces critiques, des cadres de l'Ouest-État les avaient plutôt confirmées implicitement. Le Figaro, quant à lui, publiait en même temps deux lettres éloquentes d'usagers de la ligne incriminant à la fois l'état de la voie et la vitesse excessive des convois hétéroclites y circulant, et un dessin humoristique d'Abel Faivre sur les risques encourus à voyager sur le réseau de l'État.
Quelques mois plus tard, lors des nombreux débats évoquant l'accident au Sénat et à la Chambre, les parlementaires ayant visité les lieux à l'époque décriront des rails usés assemblés par des éclisses desserrées, reposant sur des coussinets mal fixés à l'aide de tirefonds vissés dans des traverses pourries. Qu'ils expliquent le déraillement par un tassement supprimant le dévers dans la courbe de la gare, ou par la détérioration de la fixation des rails aux abords de l'aiguillage, tous reprocheront à l'État l'absence d'entretien de son réseau, malgré les dénégations embarrassées des trois ministres qui en un an se succéderont au portefeuille des travaux publics, Louis Puech, Charles Dumont, puis Jean-Victor Augagneur.

##### Le matériel roulant
- Les voitures

La réglementation prévoyait que les trains rapides et express roulant à plus de 100km/h devaient être exclusivement composés de véhicules marqués d'une étoile, signe distinctif attribué aux seules voitures jugées suffisamment lourdes pour tenir la voie à cette vitesse. Si ce n'était pas le cas, la gare de départ devait en informer le mécanicien en lui remettant un document écrit lui prescrivant de ne pas dépasser 90 km/h. Le jour de l'accident, le train 322 était formé de 22 véhicules (dont deux fourgons et un wagon-poste) provenant de trois réseaux, État, Nord, et Ouest. Cette hétérogénéité pouvait affecter la stabilité du convoi puisque faute de normes communes, les tampons, différents dans leur dimension, leur forme et leur hauteur d'implantation, se chevauchaient parfois. Le risque, dénoncé par un député lors des débats ultérieurs à la Chambre, était encore aggravé par la présence de véhicules de poids sensiblement différents, les uns, très anciens, d'environ 6 à 7 tonnes, alors que les autres, plus récents, pouvaient en atteindre 20. Un certain nombre de ces voitures n'étaient pas autorisées à dépasser 90km/h, et avant sa clôture rapide, la brève enquête judiciaire permit d'établir qu'au départ de Cherbourg l'avis réglementaire avait été remis au mécanicien. 
Il est probable que se conjuguant avec la mauvaise qualité de la voie, la composition disparate de ce convoi dont de surcroît aucun wagon, selon un témoin, n'était équipé de bogies, contribuait à lui imprimer un roulement chaotique accentuant l'impression de vitesse excessive ressentie par les passagers chahutés. Toutefois, si cette hétérogénéité a sûrement aggravé les effets catastrophiques de l'accident sur les voitures les plus fragiles, on ne peut lui imputer le déraillement lui-même. En effet, il s’avéra que celui-ci avait commencé sous la locomotive.
- La locomotive

Elle faisait partie d'un lot de 50 machines à trois essieux moteurs, un bogie à l'avant et un bissel à l'arrière, dites Pacific, compound à quatre cylindres, numérotées 231-011 à 060, étudiées par l'Ouest mais commandées par l'État, et dont la livraison avait commencé au début de l'année 1910. Mise en service le 1er juillet, elle n'avait parcouru que 9200 km. Compte tenu de son poids de 123 tonnes en ordre de marche tender compris, il semblait évident qu'elle ne pouvait être employée comme locomotive de vitesse sur la ligne de Cherbourg en toute sécurité et sans dommages pour les voies, étant donné la légèreté de leur armement et leur mauvais état d'entretien. Après les syndicats de cheminots, qui avaient déjà dénoncé ce choix, les parlementaires eux aussi ne manquèrent pas de le critiquer.
Cependant, sans doute afin d'éluder des questions embarrassantes  pour les dirigeants du réseau, on déplaça le débat sur un point technique précis en imputant l'accident au bogie avant de la locomotive, qui avait quitté les rails au passage de l'aiguillage. Du type dit bogie alsacien, il avait été déjà largement éprouvé sur les locomotives de vitesse, mais les ingénieurs de l'Ouest-État rendirent un rapport, transmis au Comité de l'exploitation technique des chemins de fer, concluant qu'à Bernay, c'était son jeu insuffisant par rapport au châssis qui avait provoqué le déraillement. 
Ce défaut fut présenté non comme une malfaçon accidentelle, mais comme un vice de conception affectant l'ensemble de la série, le déraillement d'une autre machine du même type survenu à Rambouillet au moment de la publication du rapport confirmant opportunément ce jugement même si, là encore, il avait eu lieu sur une voie en très mauvais état.
On attribua cette erreur au zèle intempestif d'un ingénieur de l'État, et aussi bien à la Chambre qu'au Sénat, on discuta longuement de la conception des machines et de leur vitesse sur le réseau de l'État lors des nombreuses séances consacrées au budget du ministère des Travaux publics. 
Par précaution, les cinquante Pacific furent cantonnées au service des marchandises dans l'attente du remplacement de leur bogie, mais en réalité, comme l'a noté un spécialiste des trains à vapeur, elles auraient pu dans leur état initial assurer un excellent service en roulant sur des voies correctement entretenues.

### Mise en cause de l'État exploitant
S'inscrivant dans une impressionnante série d'accidents meurtriers, le déraillement de Bernay mettait une fois de plus en lumière les faiblesses du réseau de l'État, et pouvait être considéré, selon le député Fernand Engerand, «...comme une catastrophe type, car on retrouve en elle les causes de toutes les catastrophes passées ou à venir ». 
Parce qu'il illustrait surtout les difficultés nées du rachat par l'État d'une Compagnie de l'Ouest en déconfiture, l'événement raviva d'abord la controverse de 1908 entre partisans — dits «rachatistes» — et adversaires de l'opération, qui s'affrontèrent à nouveau au Parlement et dans la presse. Ainsi, alors que dans un éditorial intitulé « L'Ouest-État », Henri Vaugeois regrettait dans L'Action Française la disparition de « ...ce grand corps que nous appelions hier la “Compagnie de l'Ouest” » , sous le titre  « Encore l'Ouest ! »,  Le Rappel dénonçait la malhonnêteté de l'ancienne compagnie et prenait la défense de l'État.
Au-delà des seuls problèmes de responsabilité dans l'accident de Bernay, le débat déborda sur la question plus générale, récurrente depuis quelque temps déjà, de l'incursion des personnes publiques dans les activités économiques, considérées par beaucoup comme réservées par nature à l'initiative privée conformément au principe de la liberté du commerce et de l'industrie. Au député de Tours René Besnard, se demandant « pourquoi l'État ne serait-il pas aussi bon commerçant que les compagnies? », la presse, majoritairement défavorable à l'interventionnisme répondait que « ...travaillant plus cher que les individus ou les Sociétés, travaillant aussi plus mal, l'État est aussi l'industriel ou le commerçant qui traite le plus mal ses clients », ou encore que « l'État travaille toujours mal et dépense toujours plus cher que l'industrie privée ». Même le journal Le Temps, sous couvert de rendre compte des débats à la Chambre se déclarait contre le principe d'un secteur économique public en se demandant « s'il est prudent de confier à l'État, corps politique, l'administration d'une grande entreprise commerciale ». 
S'élevant contre ces préjugés, Jaurès, dans un éditorial intitulé « Capitalisme et État », s'interrogeait dans L'Humanité sur la pertinence d'une démarche considérant l'État comme incapable de faire fonctionner correctement un service de transport tout en lui accordant une confiance aveugle pour organiser efficacement la défense nationale, et plaidait pour l'extension des nationalisations.